# Alfred (Comicautor)

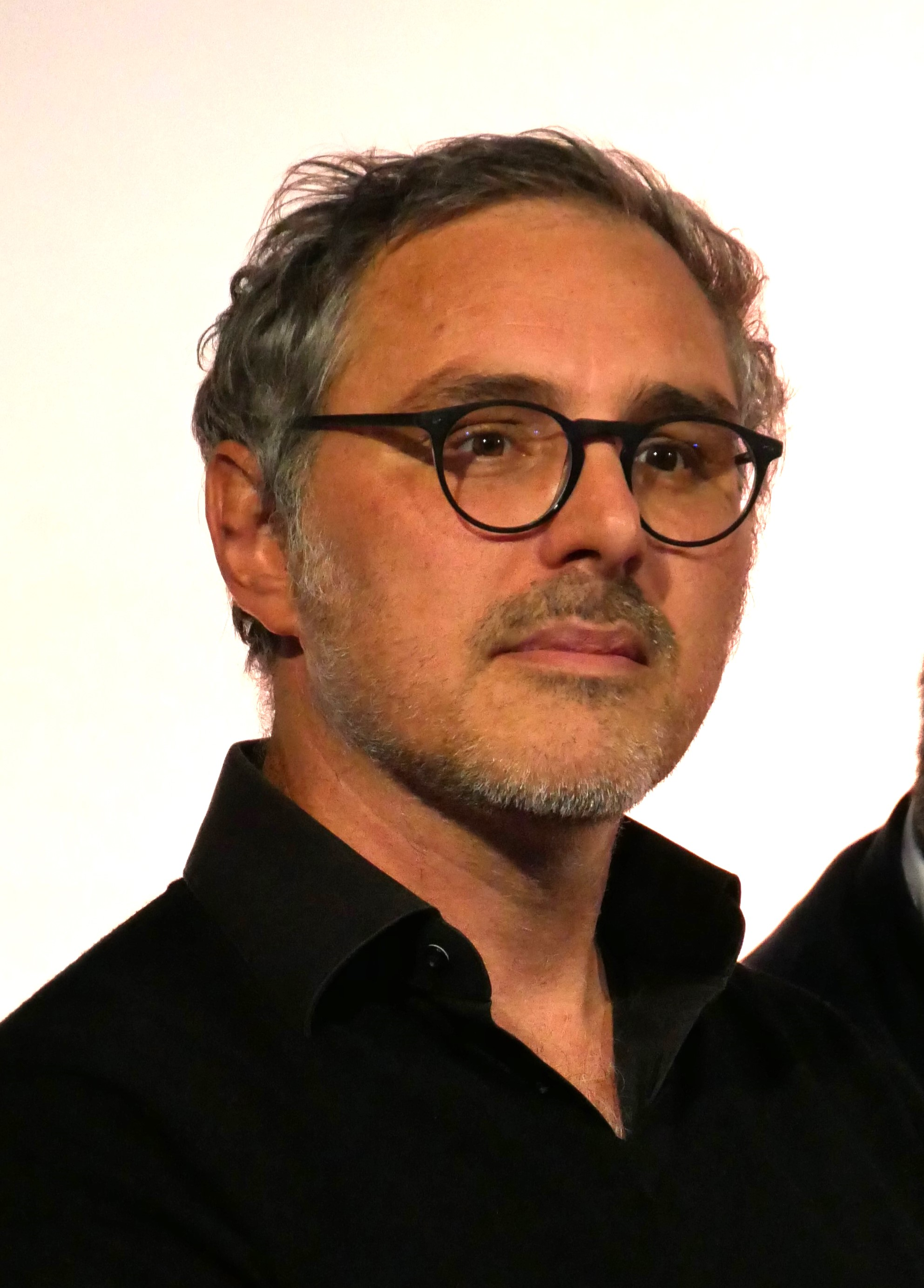
Alfred (2024)

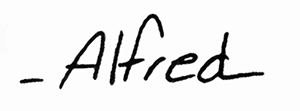

Alfred, eigentlich Lionel Papagalli (geboren 19. Mai 1976 in Grenoble), ist ein französischer Comiczeichner und ‑szenarist. Als Zeichner wurde er mit Pourquoi j'ai tué Pierre des Comicautors Olivier Ka bekannt, als Zeichner und Szenarist mit der Italientrilogie Senso, Come Prima und Maltempo. Er tritt auch als Musiker und Kabarettist auf.

## Leben

### Jugend
Papagalli wurde in eine Familie von Theaterschauspielern hineingeboren und wuchs in Grenoble auf. Sein Vater war der Schauspieler Serge Papagalli, bekannt für die Rolle des Guethenoc, des nörgelnden Bauern, in der französischen Fantasy-Serie Kaamelott. Mit 18 Jahren entdeckte er für sich Bordeaux und ließ sich dort mit 24 Jahren endgültig nieder.

### Comiczeichner
Papagalli wurde als Autodidakt Comiczeichner. Bis zu 15 Stunden am Tag zeichnete er. Zunächst veröffentlichte er in nicht-kommerziellen Fanzines, bevor er mit Freunden das eigene Fanzine Scalp! gründete. Um seine eigenen Werke einer breiteren Öffentlichkeit vorstellen zu können, gründete er 1995 den Verlag Ciel Ether, der bis 1997 existierte. Dabei lernte er Corbeyran kennen, der ihm einige Szenarien schrieb, bis die beiden 1998 mit dem Album La Digue beim Verlag Delcourt unter Vertrag genommen wurden.
Im Jahr 2000 lernte er den Comicautor David Chauvel kennen, mit dem er zwischen 2003 und 2006 die Serie Octave verwirklichte.
2004 entwarf er einen Comic nach Motiven des Romans Café Panique von Roland Topor.
2007 veröffentlichte er zusammen mit Olivier Ka das Album Pourquoi j'ai tué Pierre (in Deutsch erschienen unter dem Titel Warum ich Pater Pierre getötet habe), das beim Festival International de la Bande Dessinée d’Angoulême mit dem Publikumspreis ausgezeichnet wurde und zu den „Essentials“ des Festivals gekürt wurde. Der Band erzählt die Geschichte eines Jungen, der durch den Missbrauch eines katholischen Priesters so traumatisiert war, dass er ständig davon träumt, den Priester umzubringen. Olivier Ka bearbeitete in der Geschichte persönliche Erlebnisse und fand in Alfred einen einfühlsamen Zeichner dafür.
Von Anfang an veröffentlichte Alfred Comics in Sammelbänden. 2006 beteiligte er sich an Rire Contre Le Racisme, 2007 an Paroles sans Papiers, 2008 unter der Leitung von David Chauvel an Premières fois, 2009 schließlich an Summer of the 80's.

### Comicautor
2013 veröffentlichte Alfred das Album Come Prima, ein Roadmovie über zwei Brüder, deren Vater im Italien der frühen 1960er Jahre gerade gestorben ist. Es stieß in der Presse auf positive Resonanz und wurde im Januar 2014 in die „ideale Bédéthèque“ der Redaktion des Magazins Télérama aufgenommen. Das Buch erhielt den Fauve d'or, den Preis für das beste Album beim Festival International de la Bande Dessinée d’Angoulême 2014. Es folgte 2019 der zweite Italienband Senso, die Liebesgeschichte zwischen Germano und Elena, die sich zufällig auf einer Hochzeitsfeier in Süditalien treffen. Mit Maltempo schloss Alfred 2023 die Italientrilogie ab:

„Wie üblich zeichnet der Autor von Come prima und Senso eine einfache, sensible Geschichte mit elegantem Strich und ruhigem Humanismus, diesmal jedoch mit aktuellem Bezug (das Wiederaufleben einer neofaschistischen Stimmung auf der anderen Seite der Alpen) und gespeist von autobiografischen Elementen“

Alle drei Bände wurden ins Deutsche und in zahlreiche andere Sprachen übersetzt.

### Musiker und Kabarettist
Mit Olivier Ka steht Alfred als Duo Crumble Club auf der Bühne. Sie bieten zusammen mit dem Très bien Orchestre ein burleskes Kabarett-Rock-Programm.

## Auszeichnungen (Auswahl)
- 2004: Prix Ligue de l'Enseignement 41 für Octave et la Daurade royale (mit David Chauvel)
- 2007: Essentials und Grand Prix du Public des Festival International de la Bande Dessinée d’Angoulême für Pourquoi j'ai tué Pierre (mit Comicszenarist: Olivier Ka)[7]
- 2014: Fauve d'or: prix du meilleur album auf dem Festival International de la Bande Dessinée d’Angoulême für Come Prima[14]

## Werke (Auswahl)

### Alben
- Home sweet home. Ciel Ether, Grenoble 1996.
- Anatole dans Anatole & Roue libre, Ciel Ether, Grenoble 1997.
- Le Chant du coq, Le Cycliste, Bordeaux 1998, ISBN 978-2-912249-02-9.[19]
- Café Panique. Nach dem Roman von Roland Topor, Éditions Charrette, Beauvais 2004.
- Je mourrai pas gibier. Nach dem Roman von Guillaume Guéraud. Delcourt, Paris 2009, ISBN 978-2-7560-1313-8.
- Come prima. Mitarbeit an den Farben: Maxime Derouen. 2. Auflage. Delcourt, Paris 2023, ISBN 978-2-413-08237-8 (Erstausgabe:  2013).
  - deutsch: Come Prima. Mitarbeit an den Farben: Maxime Derouen. Aus dem Französischen von Volker Zimmermann. Reprodukt, Berlin 2014, ISBN 978-3-95640-007-0.
- Senso. 2. Auflage. Delcourt, Paris 2023, ISBN 978-2-413-08239-2 (Erstausgabe:  2019).
  - deutsch: Senso. aus dem Französischen von Silvia Bannenberg. Reprodukt, Berlin 2021, ISBN 978-3-95640-257-9.[20]
- Maltempo. Delcourt, Paris 2023, ISBN 978-2-413-02778-2.
  - deutsch: Maltempo. aus dem Französischen von Silvia Bannenberg. Reprodukt, Berlin 2024, ISBN 978-3-95640-401-6.

### Zeichnungen
Alfred erstellte die Zeichnungen für folgende Comicbände:
- Numa Sadoul: La Chatte de la vieille dame, Ciel Ether, Grenoble 1995.
- Corbeyran: L'Ogreraie. Ciel Ether, Grenoble 1996.
- Corbeyran: Horreur de jeunesse. Ciel Ether, Grenoble 1996.
- Corbeyran: Pet-en-Gueule ou La folle histoire ratée de l'humanité d'à côté. Ciel Ether, Grenoble 1996.
- Corbeyran: La Digue. Delcourt, Paris 1998, ISBN 978-2-84055-223-9.
- Corbeyran: Abraxas. Serie Conquistador, Delcourt, Paris. 2 Bände 2000–2001.
- Corbeyran: Abraxas. Petits trucs et bouts de machins, Charrette, Beauvais 2001, ISBN 978-2-9516353-4-0.
- Jean-Philippe Peyraud: Un colt qu'on en finisse. Treize étrange, 2001.
- Olivier Ka: Monsieur Rouge. Verlag Petit à Petit: 3 Bände 2002–2004.
- David Chauvel: Octave, Serie Jeunesse. Delcourt, Paris. 4 Bände 2003–2006.[21]
- Régis Lejonc: Magie! Magie!. Thierry Magnier, 2005.
- Olivier Ka: Pourquoi j'ai tué Pierre. Delcourt, Paris 2006, ISBN 978-2-7560-2666-4.
  - deutsch: Warum ich Pater Pierre getötet habe. Aus dem Französischen von Martin Budde. Carlsen, Hamburg 2008, ISBN 978-3-551-78742-2.
- Yohan Radomski: Quand Shlemiel s'en fut à Varsovie. Je Bouquine Nr. 263, Januar 2006.
- Jean-Philippe Peyraud: Le Désespoir du singe. Delcourt, Paris. 2 Bände 2006–2007.
- Olivier Ka: Les Contes imbéciles. Éditions l'Édune, Andernos-les-Bains 2009.
- Rascal: Paul Honfleur. Éditions l'Édune, Andernos-les-Bains 2009, ISBN 978-2-35319-035-5.
- Annie Agopian: Le Trou. Le Rouergue, Rodez 2010, ISBN 978-2-84156-993-9.
- Rascal: Angie M. Éditions l'Édune, Andernos-les-Bains 2010, ISBN 978-2-35319-051-5.
- Joann Sfar, Lewis Trondheim: Haut Septentrion. In: Donjon. Band 110. Delcourt, Paris 2014, ISBN 978-2-7560-4095-0.
  - deutsch: Joann Sfar, Lewis Trondheim: Hoher Septentrion. Aus dem Französischen von Ulrich Pröfrock. In: Donjon. Band 110. Reprodukt, Berlin 2014, ISBN 978-3-95640-013-1.
- Brigitte Fontaine: Boulevard des sms. Casterman, September 2016.
- Jérôme Pierrat: Le tatouage. Histoire d'une pratique ancestrale. Le Lombard, Brüssel 2016, ISBN 978-2-8036-7008-6.
  - deutsch: Jérôme Pierrat: Tattoos. Geschichte einer uralten Kulturpraktik. aus dem Französischen von Edmund Jacoby. Verlagshaus Jacoby & Stuart, Berlin 2019, ISBN 978-3-96428-012-1.
- Charles Berbérian: Wah Wah numéro 5. Exemplaire, Marseille 2023, ISBN 978-2-492-92643-3.